# Euphorbia verrucosa
Espèce
Synonymes
- Euphorbia brittingeri Opiz ex Samp.[1] [2]
- Euphorbia brittingeri Samp.[3]
- Euphorbia epithymoides var. verrucosa Fiori[1] [2]
- Euphorbia ericetorum Zumagl.[2]
- Euphorbia flavicoma ssp. brittingeri (Opiz ex Samp.) O. Bolòs & Vigo[2]
- Euphorbia flavicoma ssp. verrucosa (Fiori) Pignatti[2]
- Euphorbia flavicoma ssp. verrucosa (L.) Breistr.[2]
- Euphorbia flavicoma subsp. brittingeri (Opiz ex Samp.) O.Bolòs & Vigo[1]
- Euphorbia flavicoma var. velutina (Boiss.) Breistr.[2]
- Euphorbia verrucosa f. montana (Gaudin) Oudejans[2]
- Euphorbia verrucosa f. velutina (Boiss.) Oudejans[2]
- Euphorbia verrucosa f. viridis (Erdner) Oudejans[2]
- Euphorbia verrucosa var. montana Gaudin[2]
- Euphorbia verrucosa var. velutina Boiss.[2]
- Euphorbia verrucosa var. viridis Erdner[2]
- Euphorbia verrucosa Lam.[1] [2]
- Galarhoeus verrucosus (L.) Haw.[1] [2]
- Tithymalus brittingeri (Opiz ex Samp.) Holub[1] [2]
- Tithymalus ericetorum (Zumagl.) Soják[1] [2]
- Tithymalus flavicomus ssp. brittingeri (Opiz ex Samp.) Soják[2]
- Tithymalus flavicomus subsp. brittingeri (Opiz ex Samp.) Soják[1]
- Tithymalus verrucosus (L.) Hill[1] [2]

Euphorbia verrucosa, l'Euphorbe verruqueuse, est une espèce de plantes à fleurs de la famille des Euphorbiacées.
C'est une plante herbacée que l'on trouve en Europe. En France, on la trouve dans la ZNIEFF de la vallée de la Nizonne, en Dordogne. Il s'agit d'une plante sauvage listée dans la flore de la Belgique. Elle est également recensée en Bosnie-Herzégovine.

## Liste des variétés
Selon Tropicos (6 juin 2017) (Attention liste brute contenant possiblement des synonymes) :
- Euphorbia verrucosa var. flavescens Benth.
- Euphorbia verrucosa var. montana Gaudin
- Euphorbia verrucosa var. montenegrina Bald.
- Euphorbia verrucosa var. velutina Boiss.
- Euphorbia verrucosa var. viridis Erdner